# Guo nian
Guo nian é um filme de drama chinês de 1991 dirigido e escrito por Huang Jianzhong. Foi selecionado como representante da China à edição do Oscar 1992, organizada pela Academia de Artes e Ciências Cinematográficas.

## Elenco
- Li Baotian - pai
- Zhao Lirong - mãe
- Ding Jiali - cunhada
- Ge You - genro